# Дамтханг
Дамтханг — город в округе Ха на западе Бутана. Он расположен в долине Ха, в 11 км от города Ха и в 75 км от аэропорта Паро.
Дамтханг — это место расположения базы Королевской армии Бутана, ориентированной на Китай, для защиты спорных пастбищных земель в Докламе (место пограничного противостояния между Китаем и Индией в 2017 году на трехстороннем перекрестке Индия-Бутан-Китай), Синчулумпе, Чаритханге и Драмане, которые находятся на расстоянии 15 км по прямой или в двухдневном походе для пеших войск. Индийская армия (в частности, Индийская военная учебная группа) проводит тренировки в штаб-квартире в районе Ха (в Ха-дзонге).